# Alvar Aalto

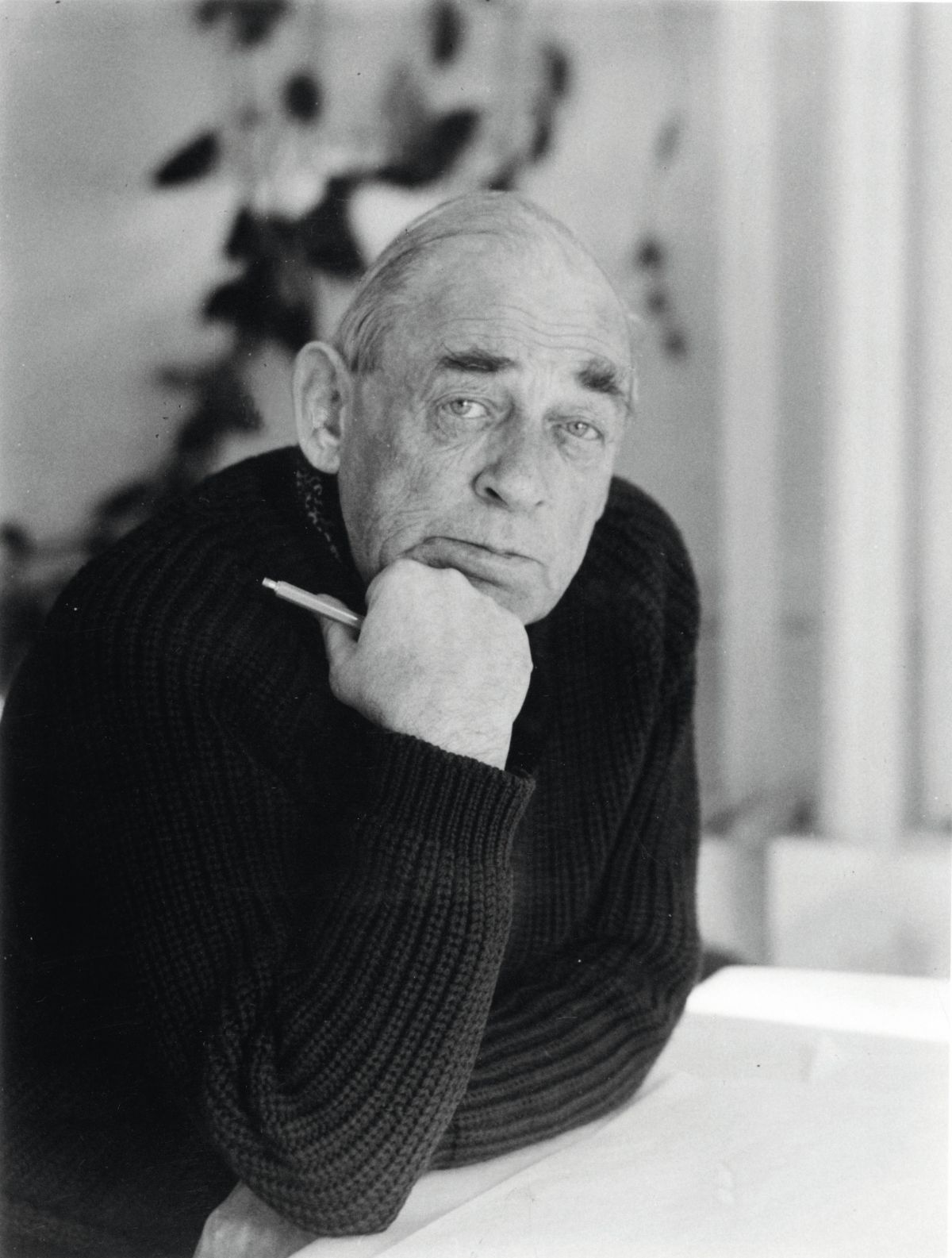
Alvar Aalto (1960)

Hugo Alvar Henrik Aalto [ˈhuːgɔ ˈɑlvɑr ˈhɛnrik ˈɑːltɔ] (* 3. Februar 1898 in Kuortane, Großfürstentum Finnland, Russisches Kaiserreich; † 11. Mai 1976 in Helsinki, Finnland) war ein finnischer Architekt, Stadtplaner und Möbeldesigner. Er wurde durch seine besonderen Konzeptionen im Bereich des organischen Bauens bekannt und wird in vielen nordischen Ländern als „Vater des Modernismus“ sowie als Pionier der finnischen Architektur angesehen.
Für seine Möbelentwürfe nutzte Aalto hauptsächlich Holz; künstliche Materialien wie Stahlrohr lehnte er im Gegensatz zu anderen Designern seiner Zeit ab. Auch Textilien und Glaswaren entwarf er, ein populäres Designerstück ist die Aalto-Vase. Die Aalto-Universität in Helsinki trägt seit 2010 seinen Namen.

## Leben

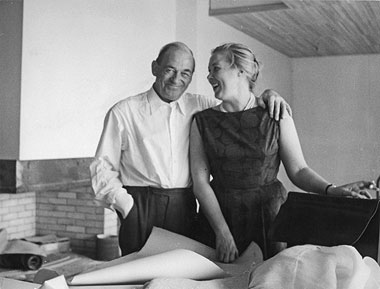
Alvar und Elissa Aalto (1950er Jahre)

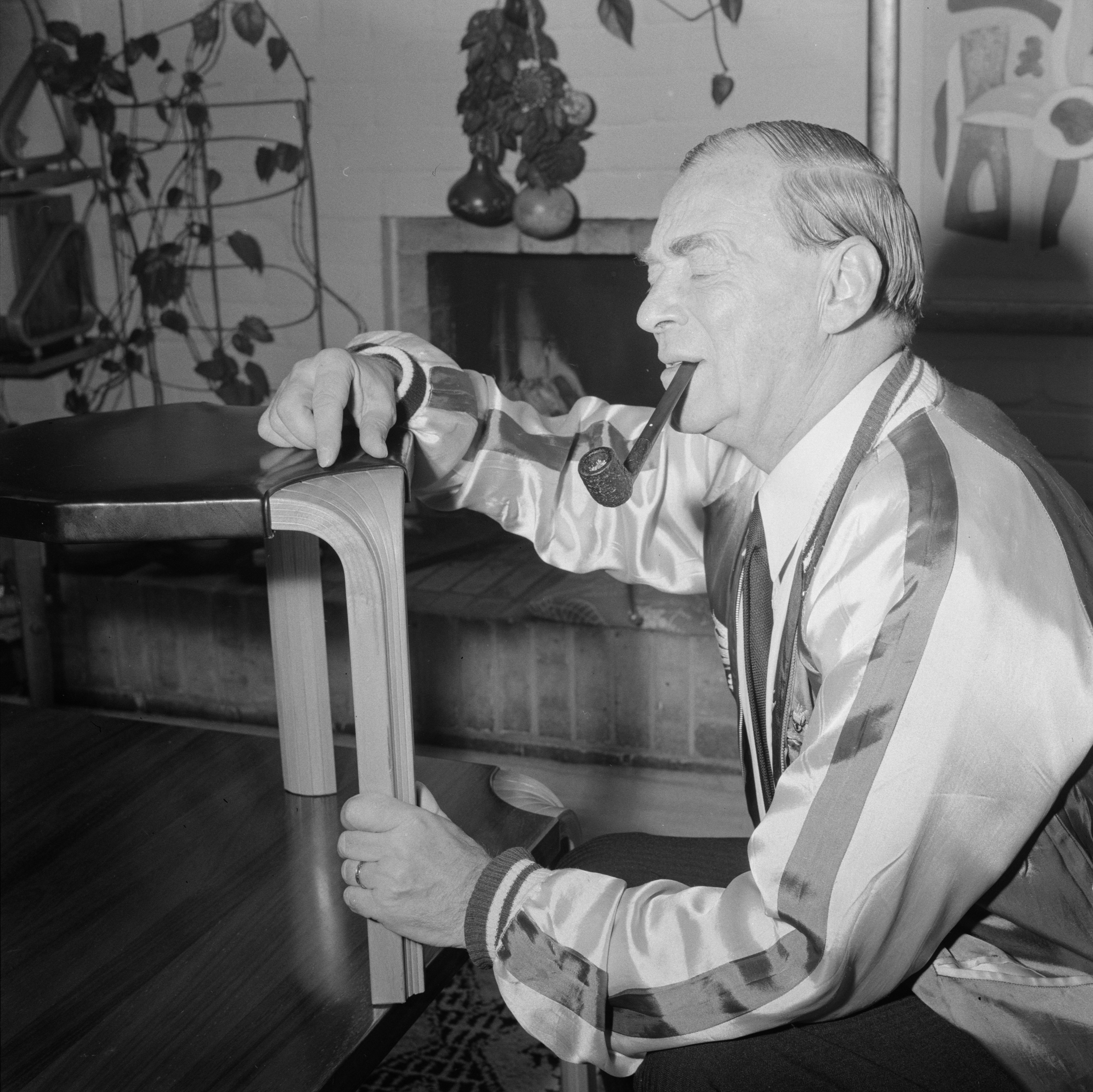
Alvar Aalto, Foto: Hans Gerber, Comet Photo, Bildarchiv der ETH Zürich, 1956

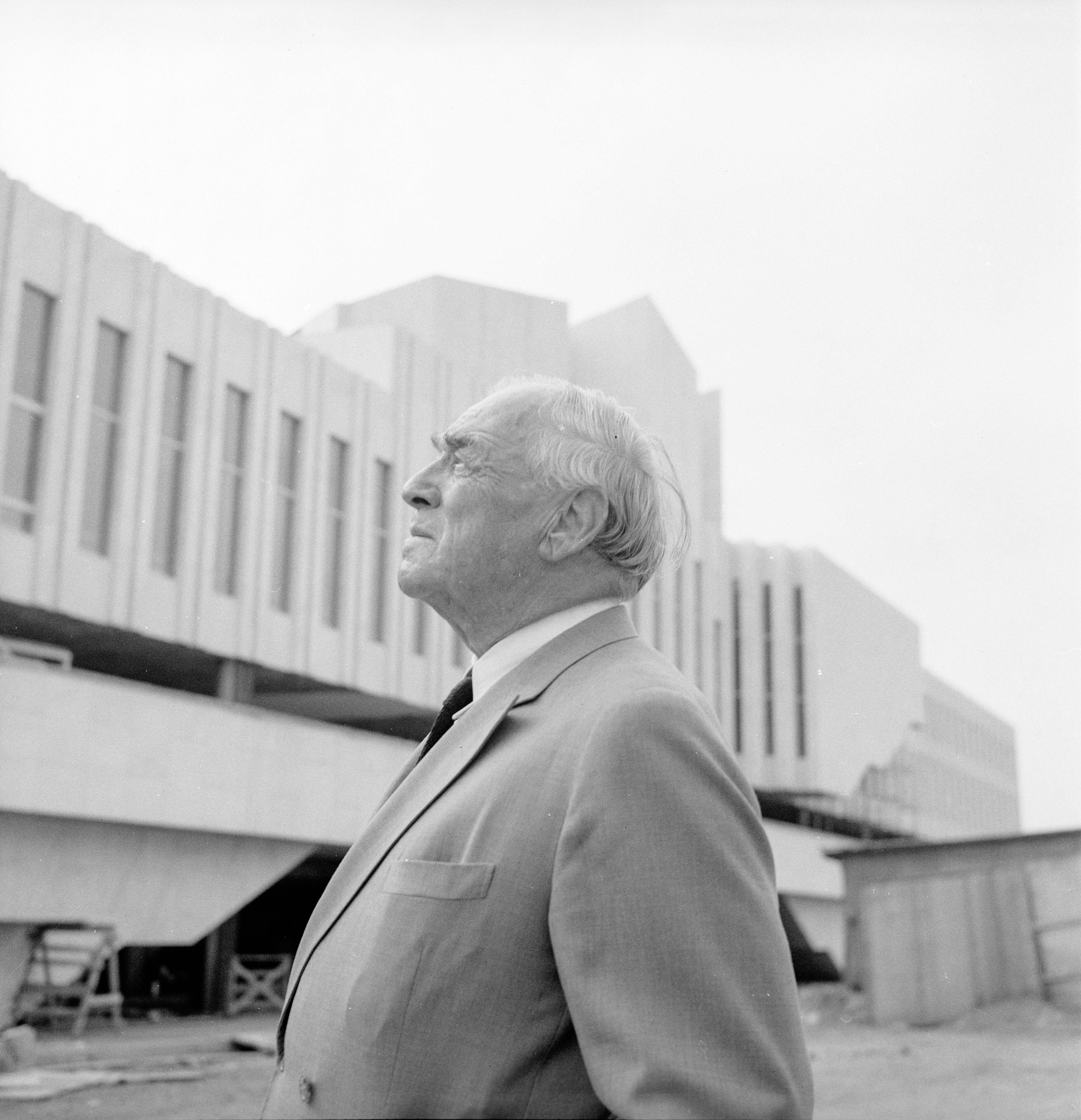
Alvar Aalto vor der Finlandia-Halle, Foto: Göran Schildt, zwischen 1971 und 1976

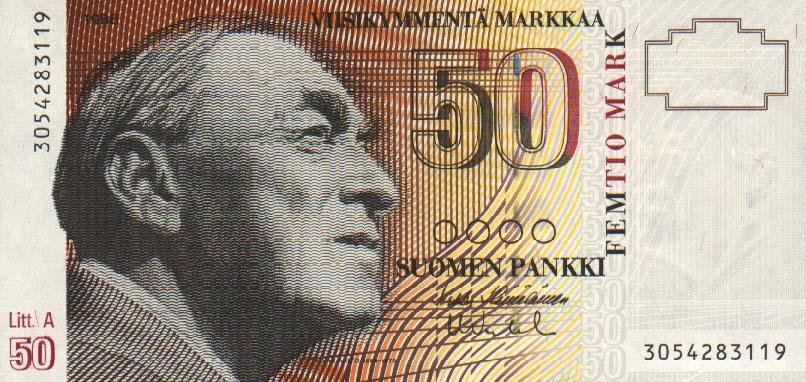
Finnische Banknote mit einem Porträt von Alvar Aalto

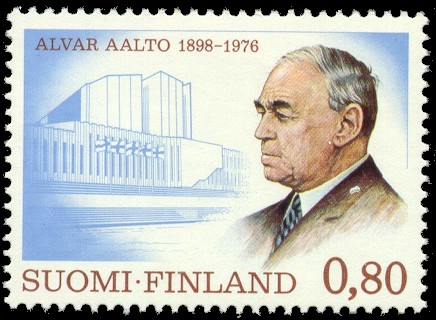
Finnische Briefmarkenausgabe mit einem Porträt von Alvar Aalto (1976)

Studio von Alvar Aalto in Finnland (2014)

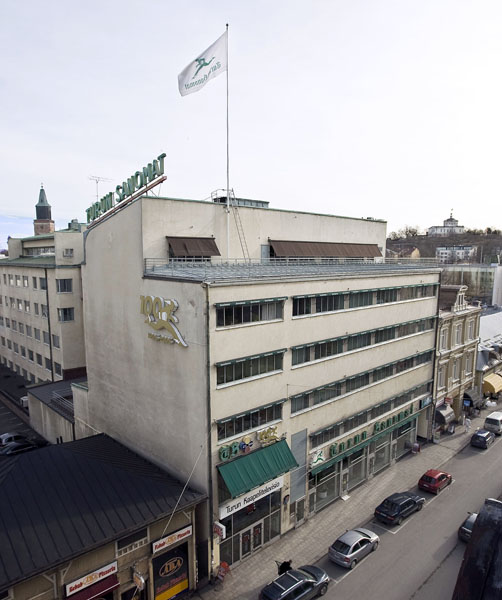
Redaktionsgebäude der Turun Sanomat in Turku

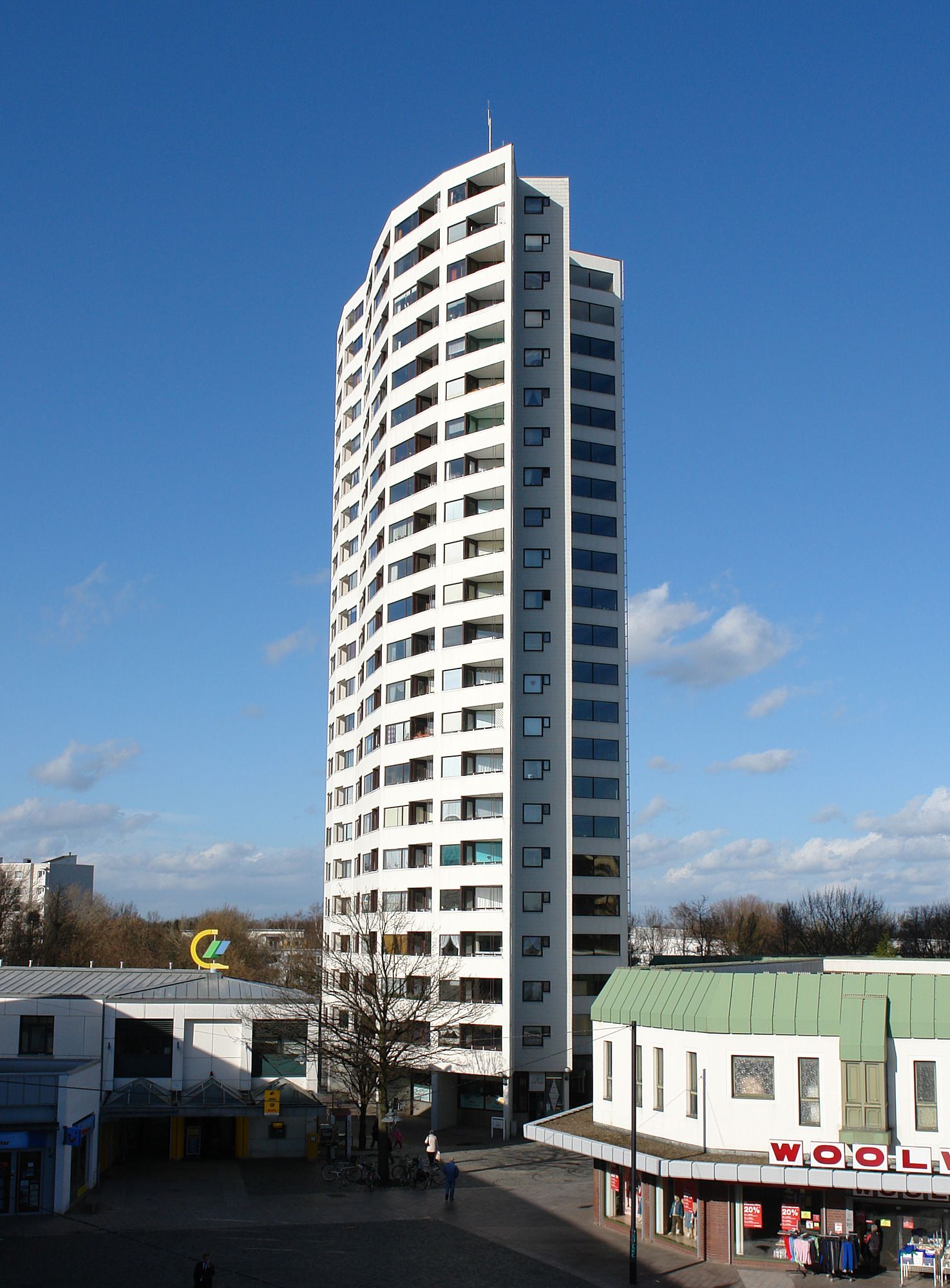
Bremen Neue Vahr: Aalto-Hochhaus

Aalto war Enkel eines Försters und Sohn eines Landvermessers. Er war der Erstgeborene von vier Geschwistern. In seiner liberalen Familie wurden Finnisch und Schwedisch gesprochen. Die Familie zog 1903 nach Jyväskylä. Neben dem Volksschulbesuch erhielt er Mal- und Klavierunterricht. Aalto legte 1916 sein Abitur am Gymnasium seiner Heimatstadt ab, das 1858 als das erste finnischsprachige Lyzeum überhaupt gegründet worden war. Dort lernte er u. a. Deutsch. Im darauffolgenden Sommer absolvierte Aalto ein Praktikum beim Architekten Toivo Salervo, der ihm vom Architekturstudium abriet und empfahl, Zeitungsredakteur zu werden.
Von 1916 bis 1921 studierte er Architektur am Polytechnikum in Helsinki. Seine Lehrmeister waren Usko Nyström, Dozent für die Architektur der Antike sowie des Mittelalters, und Armas Lindgren, Dozent für die Architektur der Neuzeit sowie Bau- und Konstruktionslehre. Nach dem Studium reiste er nach Riga, es folgte der Wehrdienst in der Reserveoffiziersschule in Hamina. Sein Vater war sein erster Auftraggeber, der nach seinen Entwürfen das Haus Mammula umbauen ließ. 1923 eröffnete Aalto mit Assistenten ein Architekturbüro im Keller eines Hotels in Jyväskylä, nachdem sein Plan, als Architekt in Helsinki zu arbeiten, fehlgeschlagen war. Unter dem Pseudonym Remus publizierte er die nächsten vier Jahre in der Tageszeitung Sisä-Suomi. 1924 heiratete er seine Assistentin Aino Marsio. Die Flitterwochen verbrachte das Brautpaar in Italien. Im August des darauffolgenden Jahres kam ihre Tochter Hanni zur Welt. Die beiden Architekten wohnten in einem Einfamilienhaus, dessen Entwurf von Wivi Lönn stammte. 1926 ließen sie sich ein Sommerhaus in Alajärvi bauen. Die Villa Flora war von Aino projektiert worden. 1926 besuchte Aalto Dänemark und Schweden. In Dänemark beeindruckten ihn die gemütlichen, kleinbürgerlichen Wohnungen, in Stockholm machte er Bekanntschaft mit Sven Markelius und Gunnar Asplund, mit denen ihn eine lebenslange Freundschaft verbinden sollte.
1927 verlegte er das Büro nach Turku. 1928 kam der Sohn Hamilkar zur Welt. Im gleichen Jahr besuchten Aino und Alvar Schweden, Dänemark, Frankreich und Holland. Sie machten Bekanntschaft mit Le Corbusier, Johannes Duiker, Sigfried Giedion, Fernand Léger und László Moholy-Nagy. Die Teilnahme am Congrès International d’Architecture Moderne (CIAM) erweiterte den Kreis um Walter Gropius sowie Karl Moser. Freundschaft verband ihn auch mit Agda und Erik Bryggman, mit dem er Projekte erdachte.
Die Jahre 1927 bis 1929 waren entscheidend für Aaltos Laufbahn. Er erhielt Aufträge für drei wichtige Gebäude, die ihn als fortschrittlichsten Architekten Finnlands etablierten und ihm weltweite Beachtung schenkten. Bei den ersten beiden handelt es sich um das Redaktionsgebäude der Zeitung Turun Sanomat in Turku und die Stadtbibliothek in Viipuri (heute in Russland). 1929 gewann Aalto den Wettbewerb um den Bau des Sanatoriums von Paimio, mit dem er die Grundlage für seine später weiterentwickelte organische Bauweise legte und unter anderem den sehr bekannten geschwungenen Korbsessel „Paimio“ entwickelte. 1933 wurde das Atelier nach Helsinki verlegt. Am 15. Oktober gründete das Ehepaar Aalto mit Maire Gullichsen und Nils-Gustav Hahl Artek, einen Möbelherstellungsbetrieb.
Ab 1940 war Aalto Professor für Architektur am Massachusetts Institute of Technology in Cambridge. Insgesamt beteiligte sich Aalto an etwa 200 Projekten, wobei etwa die Hälfte seiner Entwürfe auch zur Ausführung kam. Für den Entwurf der Oper in Essen erhielt er 1959 den ersten Preis. Allerdings wurde diese Oper erst zwölf Jahre nach seinem Tod vom Architekten Harald Deilmann und Aaltos zweiter Ehefrau Elissa Mäkiniemi erbaut.

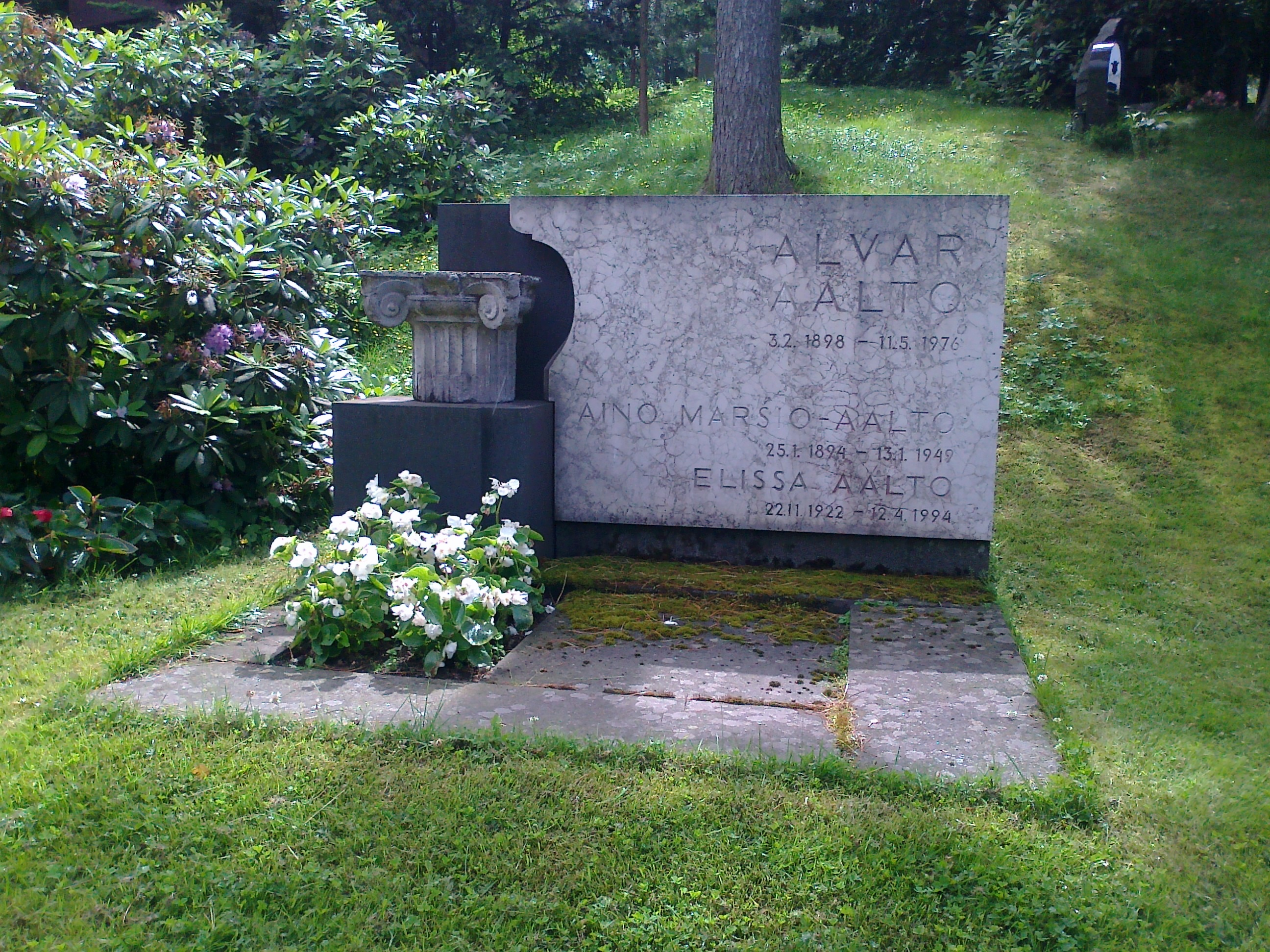
Grab von Alvar, Aino und Elissa Aalto, Friedhof Hietaniemi, Helsinki

Aino Marsio starb 1949. 1952 heiratete Aalto die Architektin und Designerin Elissa Mäkiniemi. Alvar Aalto starb am 11. Mai 1976 in Helsinki und wurde auf dem Friedhof Hietaniemi beigesetzt.

## Schaffen
In der etwa vierjährigen Existenz des ersten Architekturbüros Büro Alvar Aalto für Architektur und Monumentalkunst in Jyväskylä fertigte Aalto 36 Entwürfe an, 14 wurden verwirklicht. Als wichtigste Bauten sind das Haus der Arbeiter in Jyväskylä sowie die Kirche in Muurame zu nennen.
Aalto war vom Deutschen Werkbund und von Bauhaus beeinflusst. Seine Wurzeln hatte er im Nordischen Klassizismus der 1920er Jahre, er entwickelte sich jedoch zu einem Wegbereiter der Moderne.
Er strebte im Sinne der organischen Architektur eine enge Verbindung von Gebäuden und Landschaft an: »Die den Menschen umgebenden Gegenstände sind kaum Fetische oder Allegorien, die einen mystischen, ewigen Wert haben. Sie sind vielmehr Zellen und Gewebe, lebendig wie diese, Bausteine, aus denen sich das menschliche Leben zusammensetzt. Man kann sie nicht anders behandeln als andere Einheiten der Biologie, sonst laufen sie Gefahr, nicht mehr ins System zu passen, sie werden unmenschlich.«

## Bauten und Wettbewerbsbeiträge
1923:
- Villa Manner, Töysä

1924:
- Haus der Arbeiter, Jyväskylä
- Mietshaus Aira, Jyväskylä
- Schutzkorpsgebäude, Seinäjoki

1926:
- Schutzkorpsgebäude, Jyväskylä
- Kirche, Muurame

1927

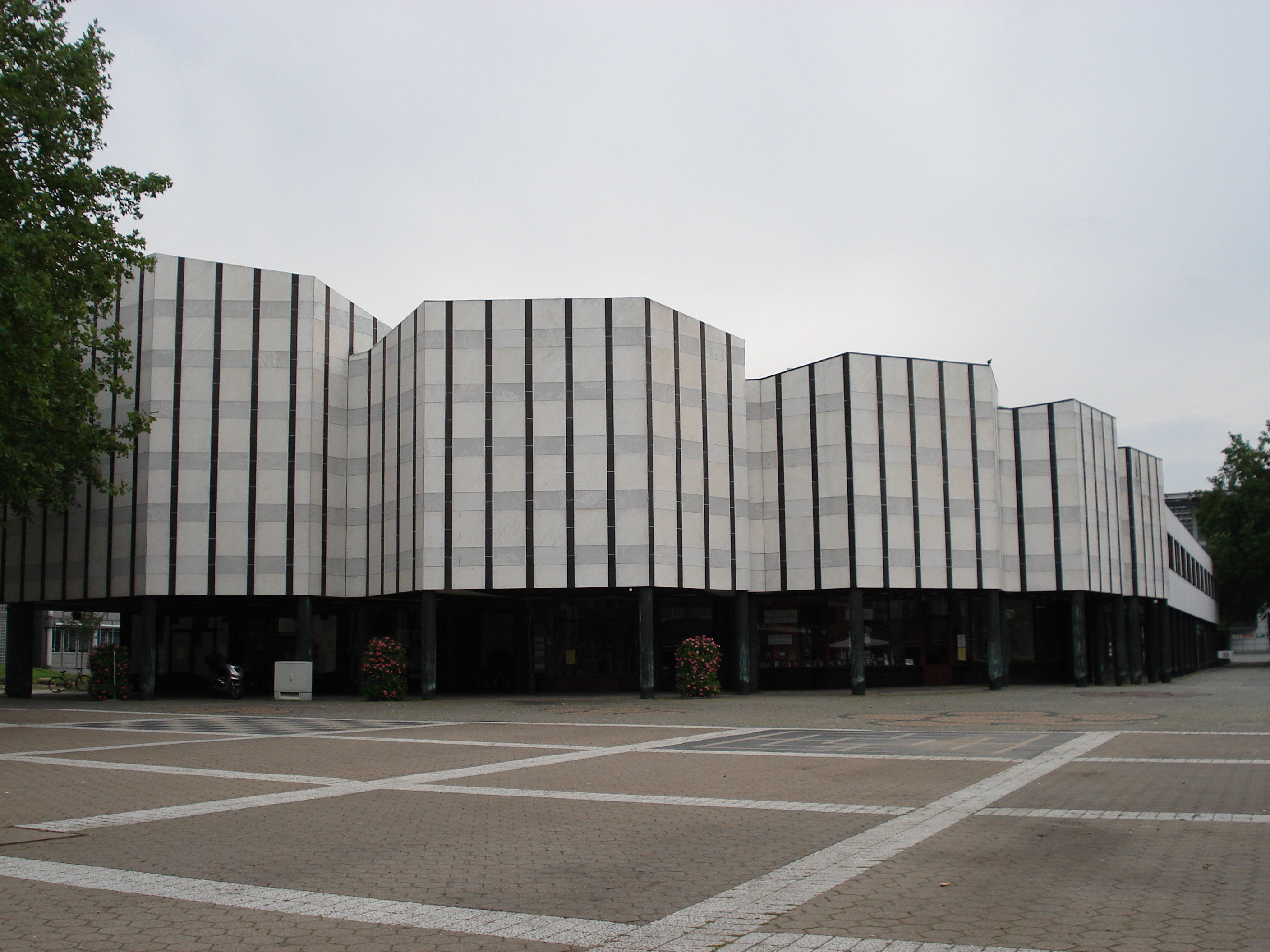
Alvar-Aalto-Kulturhaus, Wolfsburg, 1962

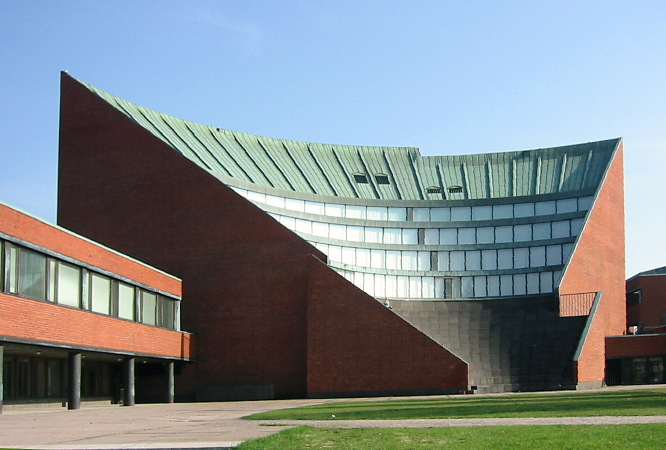
Hauptgebäude Technische Universität Helsinki, 1964

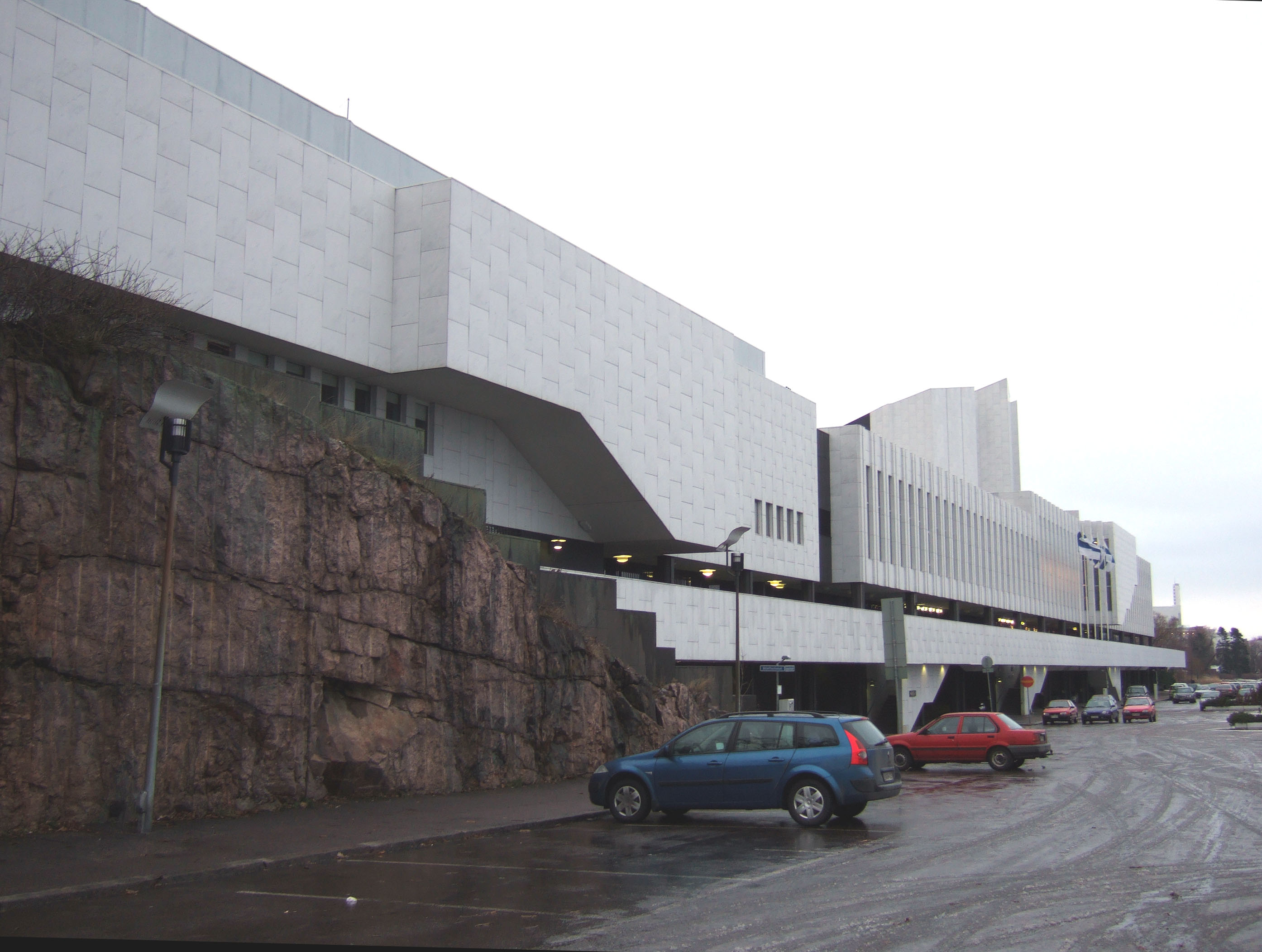
Finlandia-Halle, Helsinki, 1971

Aalto-Theater Essen, Eingangsbereich, 1988

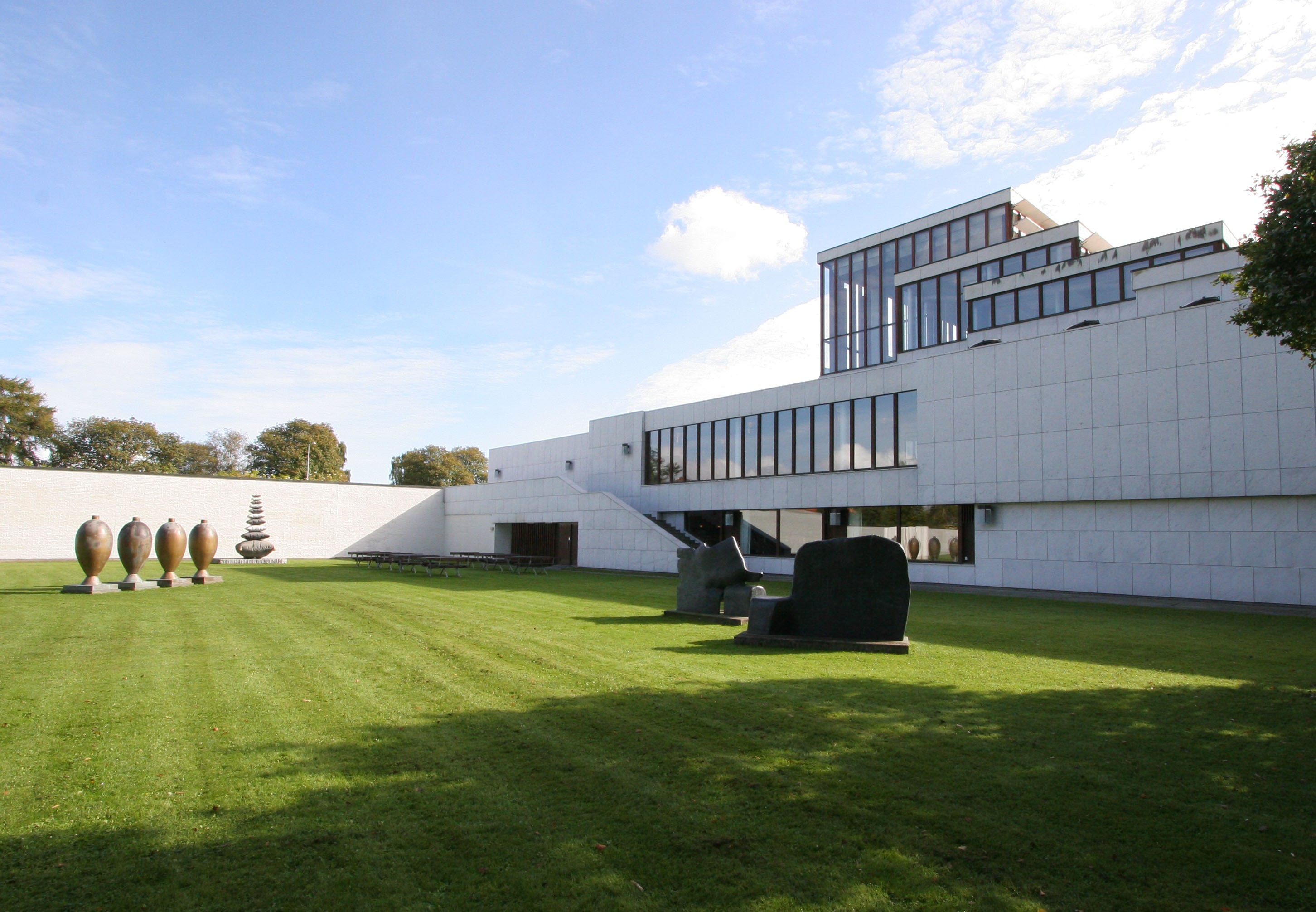
Kunstmuseum, Aalborg, Dänemark, 1958–72

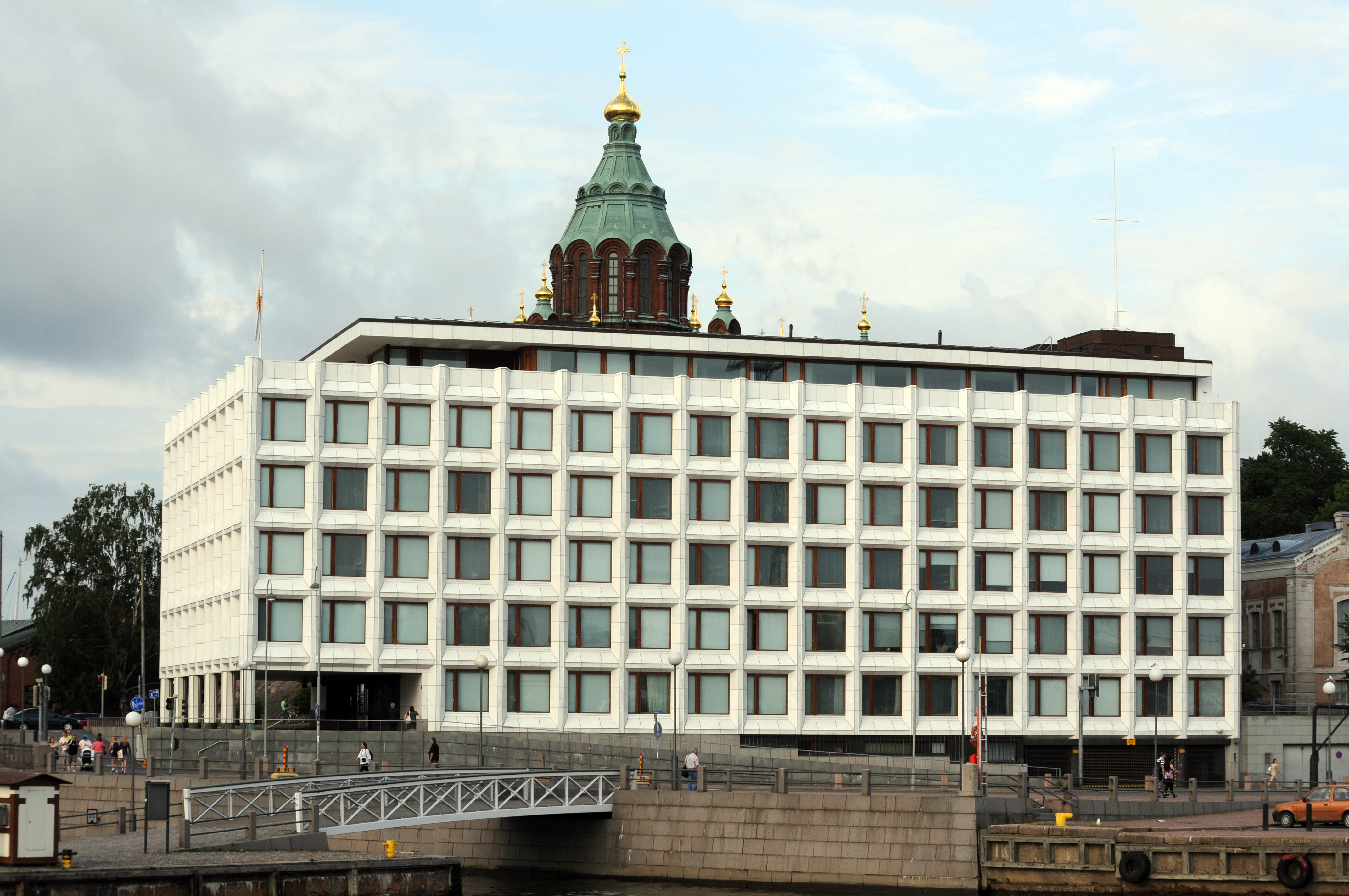
Hauptsitz Stora Enso in Helsinki

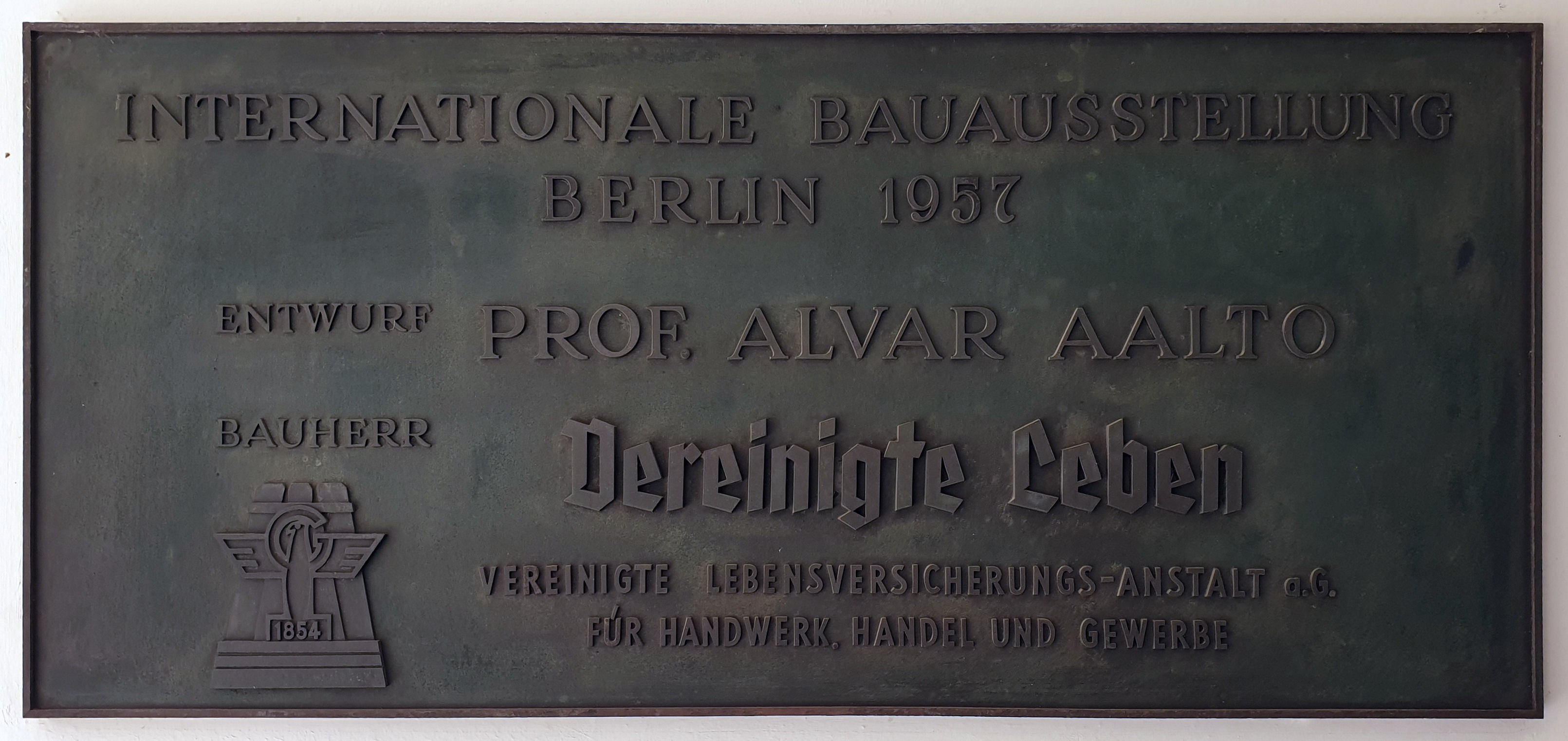
Gedenktafel, Klopstockstraße 30, in Berlin-Hansaviertel

- Gebäude der landwirtschaftlichen Genossenschaft, Turku
- Standard-Appartementhaus, Turku
- Stadtbibliothek, Viipuri (damals Finnland)

1928:
- Redaktionsgebäude der Zeitung Turun Sanomat, Turku
- Tuberkulosesanatorium, Paimio

1929:
- Ausstellungsgebäude der Zeitung Turun Sanomat, Turku

1932:
- Villa Tammekann, Tartu, Estland

1935:
- Wohnhaus und Studio an der Riihitie, Helsinki

1936:
- Finnischer Pavillon, Weltausstellung in Paris
- Zellulosefabrik und Wohnsiedlung, Sunila, Kotka
- Inneneinrichtung des Restaurants Savoy, Helsinki

1937:
- Wettbewerbsbeitrag für ein Museum, Tallinn, Estland
- Terrassenhaus, Kauttua, Eura

1938:
- Villa Mairea, Noormarkku
- Finnischer Pavillon, Weltausstellung New York
- Volksschule, Inkeroinen

1947:
- M.I.T. Senior Dormitory – Baker House (Studentenwohnheim), Cambridge, Massachusetts, USA

1949:
- Rathaus, Säynätsalo
- Technische Universität, Otaniemi, Espoo

1950:
- Wettbewerbsbeitrag für die Abdankungskapelle Malm, Helsinki

1951:
- Geschäftshaus „Rautatalo“, Helsinki
- Kirche „Lakeuden Risti“, Seinäjoki
- Pädagogische Hochschule, Jyväskylä

1952:
- Experimentalhaus, Muuratsalo
- „Haus der Kultur“, Helsinki
- Volkspensionsamt, Helsinki

1953:
- Wettbewerbsbeitrag für den Vogelweidplatz, Sport- und Konzerthalle, Wien, Österreich

1954:
- Atelier des Architekten, Munkkiniemi, Helsinki

1955:
- Etagenwohnhaus im Hansaviertel für die Interbau, Berlin, Deutschland
- Kirche Drei Kreuze (finnisch Kolme Ristiä), Vuoksenniska, Imatra

1956:
- Maison Carré, Bazoches-sur-Guyonne (bei Paris), Frankreich

1958:
- Wettbewerbsbeitrag für ein Rathaus, Kiruna, Schweden
- Stadtzentrum, Seinäjoki
- Aalto-Hochhaus, Bremen – Neue Vahr, Deutschland
- Alvar-Aalto-Kulturhaus, Wolfsburg-Stadtmitte, Deutschland
- Kunstmuseum, Aalborg, Dänemark

1959:
- Aalto-Theater (Opernhaus) in Essen (erst 1988 postum unter Leitung von Harald Deilmann und Elissa Mäkiniem ausgeführt)
- Hauptverwaltung Enso-Gutzeit, Helsinki
- Heilig-Geist-Kirche und Gemeindezentrum, Wolfsburg-Klieversberg, Deutschland
- Flammen-Monument-Denkmal für die Winterkriegskämpfe, Suomussalmi
- Stadtzentrumsplanung (nicht realisiert), Helsinki

1960:
- Bibliothek, Seinäjoki

1961:
- Bibliothek, Rovaniemi
- Akademische Buchhandlung, Helsinki
- Stadtzentrum, Rovaniemi

1962:
- Finlandia-Halle, Helsinki

1964:
- Verwaltungs- und Kulturzentrum, Jyväskylä

1965:
- Nordisches Haus, Reykjavík, Island
- Bibliothek des Mount Angel Benedictine College, Oregon, USA

1966:
- Kulturzentrum (nicht realisiert), Siena, Italien
- Kirche und Gemeindezentrum Santa Maria Assunta (Riola) in Vergato, Italien

1967:
- Villa Kokkonen, Järvenpää

1968:
- Stephanuskirche, Wolfsburg-Detmerode, Deutschland
- Wohnhochhaus Schönbühl, Luzern

1969:
- Villa Schildt, Ekenäs
- Kunstmuseum (nicht realisiert), Schiraz, Iran

1971:
- Alvar Aalto Museum, Jyväskylä

## Möbel und Gebrauchsglas
- Aalto-Vase[5][6]
- Sessel Paimio
- Sessel „Tank“ (= Panzer)
- Kinderstuhl, Modell No. 103, 1929, mit Aino Aalto[7]
- Modell No. 31, Schwingsessel mit Armlehnen, 1930–1931
- Hocker No. 60, 1933
- Modell No. 98, Teewagen, 1935–1936
- Kinderstuhl, 1960–1969

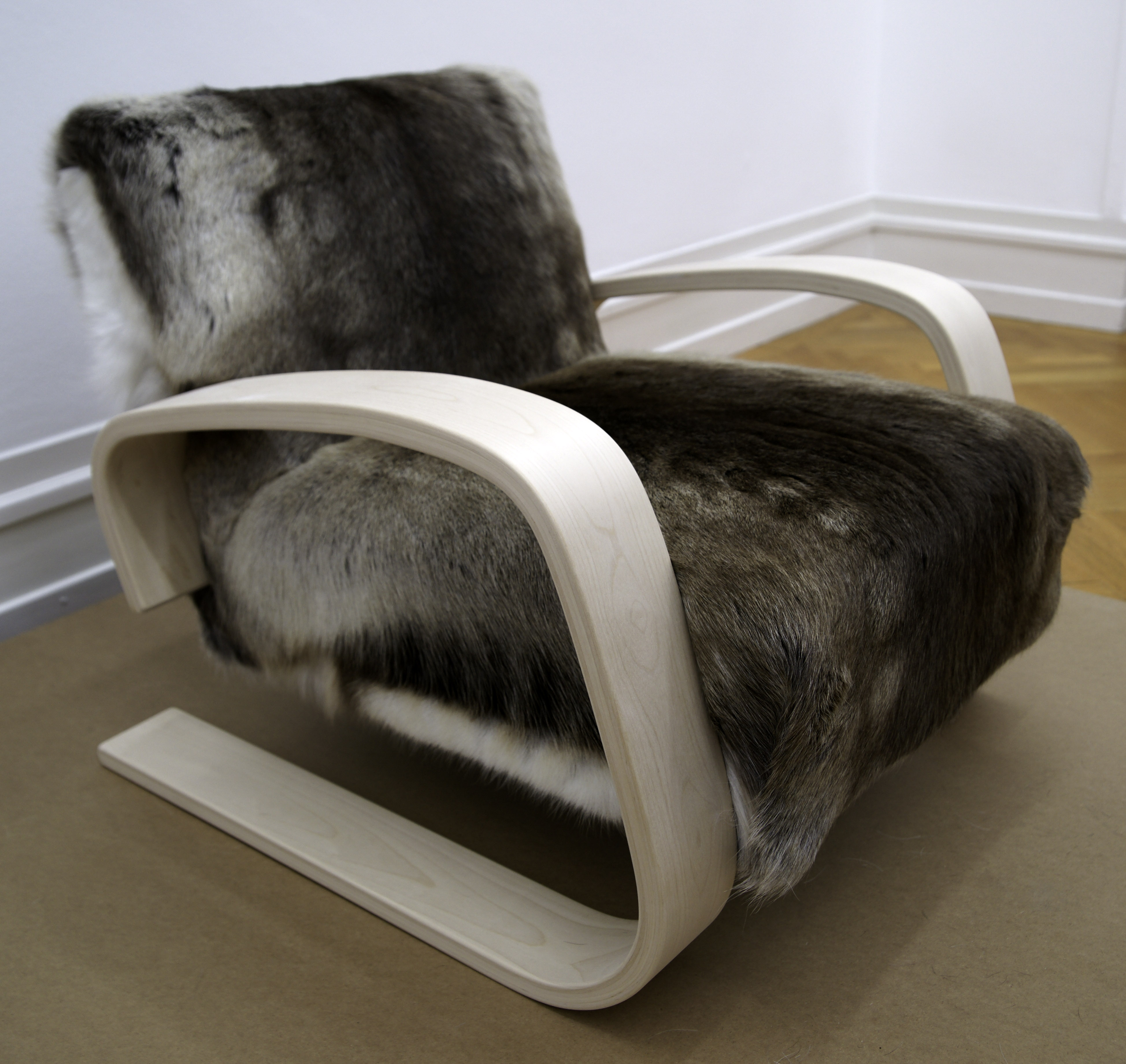
Tanksessel mit Rentierfell
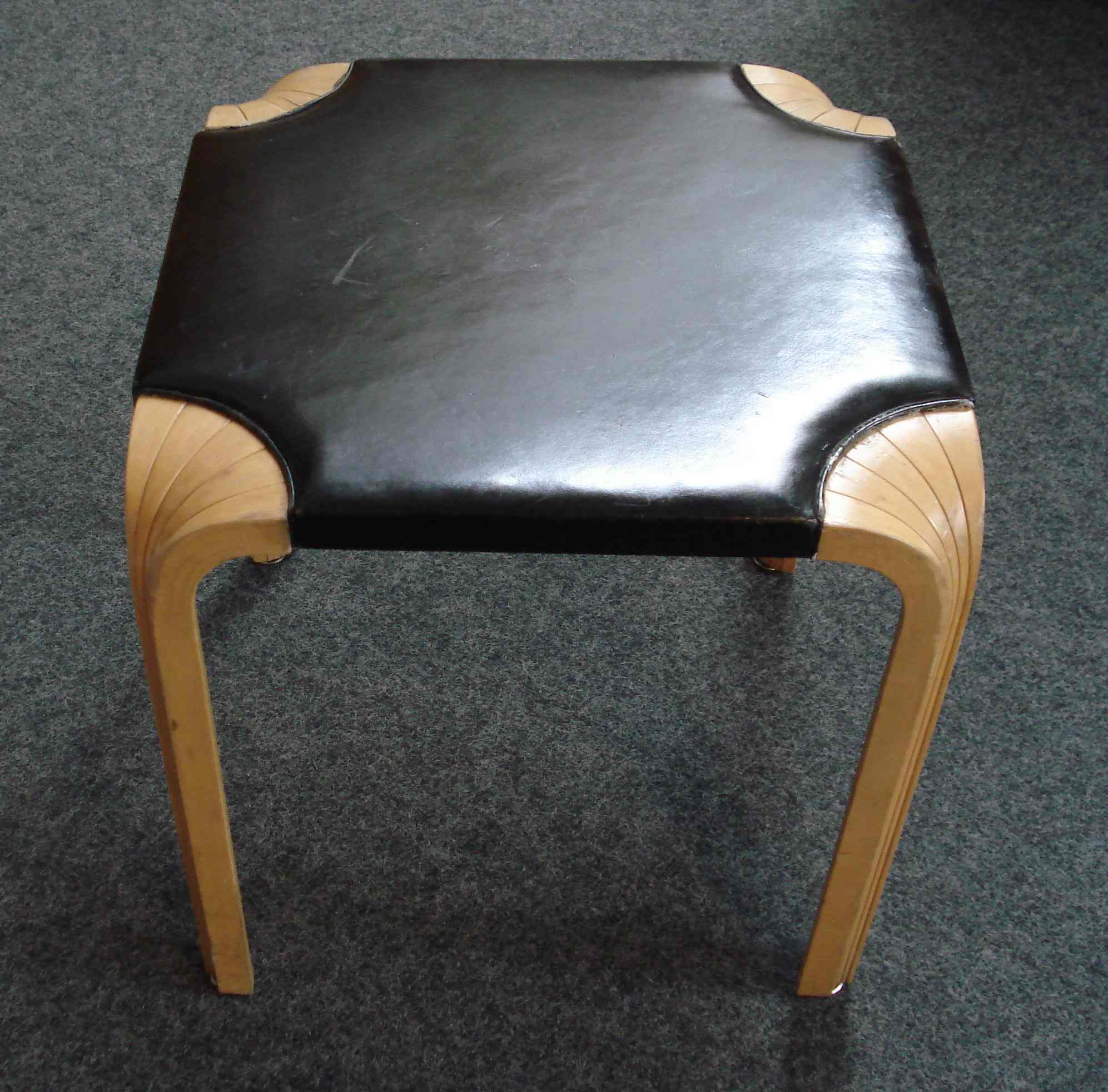
Hocker von Alvar Aalto
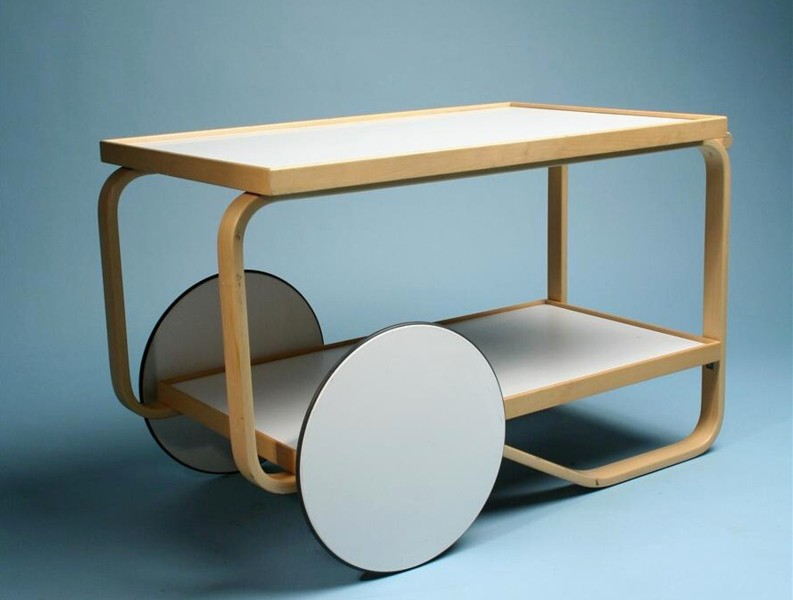
Teewagen von Alvar Aalto (1936)

## Ehrungen und Mitgliedschaften
Aalto war von 1928 bis 1956 Mitglied beim Congrès International d’Architecture Moderne und von 1963 bis 1969 Präsident der Finnischen Akademie. Seit dem 4. Juni 1969 war Aalto ausländisches Mitglied des preußischen Ordens Pour le Mérite für Wissenschaft und Künste. Außerdem war er Mitglied der American Academy of Arts and Sciences (seit 1957) und Ehrenmitglied der American Academy of Arts and Letters (seit 1968).
Aalto hat die folgenden Auszeichnungen bekommen:
- Royal Gold Medal des Royal Institute of British Architects (1957)
- Goldmedaille des American Institute of Architects (1963)[2]
- Ehrendoktorat der Technischen Hochschule Wien (1965)[8]
- Österreichische Ehrenzeichen für Wissenschaft und Kunst (1974)

## Porträt
Die finnische 50-Mark-Banknote von 1986 zeigt ein Porträt von Alvar Aalto.

### Film
- Aalto – Architektur der Emotionen, Dokumentarfilm von Virpi Suutari, Finnland 2020, 103 min.

## Ausstellungen
- Alvar Aalto – Second Nature, Vitra Design Museum, Weil am Rhein. 27. September 2014 bis 31. Mai 2015[10][11]
- Alvar Aalto in Deutschland: Gezeichnete Moderne, Museum für Architekturzeichnung, Berlin.  23. September 2023 bis 14. Januar 2024